# Феклістов Олександр Васильович
Олександр Васильович Феклістов (рос. Алекса́ндр Васи́льевич Фекли́стов; нар. 7 грудня 1955, Ленінград, РРФСР, СРСР) — радянський і російський актор театру і кіно, режисер, сценарист. Живе і працює в Іспанії, в Барселоні.

## Життєпис
У 1982 закінчив Школу-студію МХАТ (курс О. Єфремова), з 1982 — актор МХАТу. У 1984 дебютував у кіно у фільмі Олексія Симонова «Загін». У 1989 закінчив Московський Художній театр імені А. П. Чехова). У 1988 перейшов у студію «Людина», був одним з організаторів П'ятої студії МХАТ. У 1995 повернувся в Художній театр, де грав у виставі «Любов у Криму», у 2001 вийшов зі складу трупи театру.
Грав у виставах в театральному агентстві «БОГІС» і в театрі «Сатирикон».
Одружений, має трьох дітей.

## Громадянська позиція
У березні 2014 року підписав лист «Ми з Вами!» на підтримку України.
У 2022 році засудив російське вторгнення в Україну. У квітні 2022 року записав відеозвернення до українців.
У 2023 році емігрував з Росії до Іспанії.

## Фільмографія
- «Співучасники» (1983, Крилович, подільник Тредубенка)
- «Загін» (1984, Доронін)
- «Хто сильніший за нього» (1984, Пєночкін, сусід Копилова)
- «Найкраща дорога нашого життя» (1984, Володимир Гордєєв, бригадир)
- «Перед самим собою» (1985, Гліб Шубников, чоловік Тамари)
- «Батальйони просять вогню» (1985, сержант Єлютін)
- «Дивна історія доктора Джекіла і містера Хайда» (1985, містер Хайд)
- «Плюмбум, або Небезпечна гра» (1986, Роман Іванович (Сивий)
- «Льотна пригода» (1986, Сашко, пілот, друг Віктора Росанова)
- «Сад бажань» (1987, Павло)
- «Шура і Просвірняк» (1987, Віктор Просвірняк)
- «Стукач» (1988, Вадим Олександрович Лаптєв)
- «Батьки» (1988, Анатолій, колишній однокашник Новикова)
- «Ці... три вірні карти...» (1988, Герман)
- «Бенкети Валтасара, або Ніч зі Сталіним» (1989, Сандро з Чегема)
- «Процес» (1989, Микола Жильцов)
- «Любов з привілеями» (1989, Лев Петрович, звільнений лікар Кожем'якіна)
- «Зламане світло» (1990, Вадим)
- «Анна Карамазофф» (1991, Олександр Васильович)
- «Червоний острів» (1991, Сергій Поляков / Мольєр)
- «Ближнє коло» (1991, Большаков)
- «Рік собаки» (1994, Лобанов)
- «Петербурзькі таємниці» (1994—1998, Платон Олексійович Загурський («Розв'язка „Петербурзьких таємниць“»)
- «День народження Буржуя» (1999, слідчий Борихін)
- «У серпні 44-го…» (2000, підполковник Поляков)
- «З полум'я і світла» (2006, Василь Ілляшенков, мер П'ятигорська)
- «Золото Кольджата» (2007,
- «Залюднений острів» (2008, Дівер)
- «День залежності» (2008, Україна)
- «Свати 4» (2010, Олександр Олександрович Беркович, проректор, пізніше ректор інституту, колега Юрія Анатолійовича)
- «Свати 5» (2011, Олександр Олександрович Беркович, проректор, пізніше ректор інституту, колега Юрія Анатолійовича)
- «Ялта-45» (2011, Федотов, комісар 3-го рангу НКДБ СРСР)
- «Свати 6» (2012, Олександр Олександрович Беркович, проректор, пізніше ректор інституту, колега Юрія Анатолійовича)
- «Поки станиця спить» (2013, телесеріал; Максимиллиан Горюхін, актор)
- «Родичі» (2016, телесеріал, Україна; Михайло Іванович, батько братів)
- «NO-ONE» (2018, Україна—Ізраїль; Іван давній друг генерала)
- та інші